# シェルビー郡 (アイオワ州)
シェルビー郡（英: Shelby County）は、アメリカ合衆国アイオワ州の西部に位置する郡である。2010年国勢調査での人口は12,167人であり、2000年の13,173人から7.6％減少した。郡庁所在地はハーラン市（人口5,106人）であり、同郡で人口最大の都市でもある。シェルビー郡は1851年に設立され、郡名はケンタッキー州初代知事を務めたアイザック・シェルビーに因んで名付けられた。

## 歴史
シェルビー郡は1851年1月に設立され、郡名はアメリカ独立戦争の英雄であり、ケンタッキー州初代知事を務めたアイザック・シェルビーに因んで名付けられた。
1855年2月4日、シェルビービルが郡庁所在地に指定された。1859年4月、郡庁所在地はハーランに移された。その1年後、初代郡庁舎が建設され、1875年には2代目の郡庁舎が建てられた。1898年、現在の郡庁舎の建設が始まり、石造り三階建てとなった。この建設は1892年に終わった。1978年、郡庁舎に大掛かりな改修が行われ、現在も使われている。

## 地理
アメリカ合衆国国勢調査局に拠れば、郡域全面積は591.37平方マイル (1,531.6 km2)であり、このうち陸地590.83平方マイル (1,530.2 km2)、水域は0.54平方マイル (1.4 km2)で水域率は0.09％である。

### 主要高規格道路
- アメリカ国道59号線
- アイオワ州道37号線
- アイオワ州道44号線
- アイオワ州道173号線
- アイオワ州道191号線

### 隣接する郡
- クロウフォード郡 - 北
- オーデュボン郡 - 東
- カス郡 - 南東
- ポタワタミー郡 - 南
- ハリソン郡 - 西

## 人口動態

### 2010年国勢調査
以下は2010年国勢調査による人口統計データである。
基礎データ
- 人口: 12,167人
- 人口密度: 8人/km2（21人/mi2）
- 住居数: 5,542軒
- 使用住居: 5,085軒[6]

### 2000年国勢調査

2000人口ピラミッド

以下は2000年国勢調査による人口統計データである。
| 基礎データ - 人口: 13,173人 - 世帯数: 5,173 世帯 - 家族数: 3,703 家族 - 人口密度: 9人/km2（22人/mi2） - 住居数: 5,459軒 - 住居密度: 4軒/km2（9軒/mi2） 人種別人口構成 - 白人: 98.68% - アフリカン・アメリカン: 0.10% - ネイティブ・アメリカン: 0.29% - アジア人: 0.27% - その他の人種: 0.18% - 混血: 0.48% - ヒスパニック・ラテン系: 0.67% 年齢別人口構成 - 18歳未満: 26.4% - 18-24歳: 5.7% - 25-44歳: 25.2% - 45-64歳: 22.4% - 65歳以上: 20.4% - 年齢の中央値: 40歳 - 性比（女性100人あたり男性の人口） - 総人口: 95.9 - 18歳以上: 93.3 | 世帯と家族（対世帯数） - 18歳未満の子供がいる: 32.6% - 結婚・同居している夫婦: 62.3% - 未婚・離婚・死別女性が世帯主: 6.8% - 非家族世帯: 28.4% - 単身世帯: 25.2% - 65歳以上の老人1人暮らし: 13.6% - 平均構成人数 - 世帯: 2.49人 - 家族: 2.99人 収入と家計 - 収入の中央値 - 世帯: 37,442米ドル - 家族: 44,6812米ドル - 性別 - 男性: 29,402米ドル - 女性: 20,296米ドル - 人口1人あたり収入: 16,969米ドル - 貧困線以下 - 対人口: 6.0% - 対家族数: 4.3% - 18歳未満: 6.0% - 65歳以上: 7.6% |

## 都市と町
| - ハーラン - 郡庁所在地 - デファイアンス - アーリング - エルクホーン - アーウィン - カークマン | - パナマ - ポーツマス - シェルビー - テナント - ウェストファリア |